# Галант, Радослав
Радосла́в Га́лант (пол. Radosław Galant; 10 октября 1990, Крыница-Здруй, Польша) — польский хоккеист, нападающий клуба Польской хоккейной лиги (PLH) «Тыхы». С 2013 по 2017 год играл в сборной Польши. Четырёхкратный чемпион Польши и трёхкратный обладатель национального Кубка.

## Карьера

### Клубная карьера
Радослав Галант является воспитанником КТХ. Однако, карьеру на взрослом уровне Радослав начал в «СМС Сосновец», выступающим в Первой лиге. В своём первом сезоне нападающий набрал 7 очков в 20 матчах. В следующем году игрок сумел намного улучшить свою личную статистику, благодаря чему по окончании сезона был приглашён в команду высшего дивизиона Польши — «Тыхы».
В своей новой команде Галант в первый же сезон стал обладателем Кубка Польши. И если в начале хоккеист играл в четвёртом звене, то в последующие годы роль Радослава в команде существенно возросла. За четыре следующих сезона он стал дважды серебряным и бронзовым призёром национальной лиги. Сезон 2014/15 стал абсолютно лучшим в карьере игрока: помимо второй победы в Кубке, он вместе с «Тыхы» стал чемпионом страны. По словам нападающего, это «золото» стало долгожданным как лично для него, так и для команды.

### Международная карьера
Галант имеет богатый опыт выступления за сборную Польшу на юниорском и молодежном уровнях. Он принял участие в двух юниорских (2007, 2008) и трёх молодёжных (2007—2009) чемпионатах мира. Однако вместе с командой Радослав успехов не достиг, а турнир 2010 года и вовсе закончился вылетом сборной во второй дивизион.
В национальную сборную Польши Галант начал привлекаться с 2011 года. В большинстве случаев он вызывался для участия в различных товарищеских турнирах и матчах. Только в 2013 году нападающий попал в заявку сборной для участия в первом дивизионе чемпионата мира. На этом турнире Радослав набрал два результативных балла. Спустя два года Галант вновь выступал на чемпионате мира, но на сей раз очками не отметился.

## Статистика
| Легенда | Легенда                    | Легенда | Легенда                   | Легенда | Легенда    |
| ------- | -------------------------- | ------- | ------------------------- | ------- | ---------- |
| И       | Количество проведённых игр | Штр     | Штрафное время            | +/−     | Плюс-минус |
| Г       | Голы                       | П       | Голевые передачи          | О       | Очки       |
| -       | Статистика неизвестна      | —       | Статистика не учитывалась |         |            |

### Клубная
- a В «Регулярном сезоне» учитывается статистика игрока совместно с Плей-офф.
- b В «Плей-офф» учитывается статистика игрока в Плей-аут.

## Достижения
Командные
| Год                    | Команда | Достижение                              | Достижение |
| ---------------------- | ------- | --------------------------------------- | ---------- |
| 2009, 2014, 2017       | Тыхы    | Обладатель Кубка Польши (3)             |            |
| 2010, 2013             | Тыхы    | Бронзовый призёр чемпионата Польши (2)  |            |
| 2011, 2014, 2016, 2017 | Тыхы    | Серебряный призёр чемпионата Польши (4) |            |
| 2015, 2018, 2019, 2020 | Тыхы    | Чемпион Польши (4)                      |            |
| 2015, 2018, 2019       | Тыхы    | Обладатель Суперкубка Польши (3)        |            |